# Ranunculus braun-blanquetii
Ranunculus braun-blanquetii är en ranunkelväxtart som beskrevs av Sandro Alessandro Pignatti. Ranunculus braun-blanquetii ingår i släktet ranunkler, och familjen ranunkelväxter. Inga underarter finns listade i Catalogue of Life.